# 马恩河畔布里
马恩河畔布里（法語：Bry-sur-Marne，法語發音：[bʁi syʁ maʁn] ⓘ）是法国法兰西岛大区马恩河谷省的一个市镇，位于该省北部，属于马恩河畔诺让区。

## 地理
马恩河畔布里（48°50'28"N, 2°31'20"E）面积3.35 平方千米，位于法国法蘭西島大區马恩河谷省，该省份为法国北部内陆省份，毗邻巴黎。
与马恩河畔布里接壤的市镇（或旧市镇、城区）包括：讷伊-普莱桑斯、大努瓦西、马恩河畔尚皮尼、马恩河畔勒佩勒、马恩河畔维利耶、马恩河畔诺让。

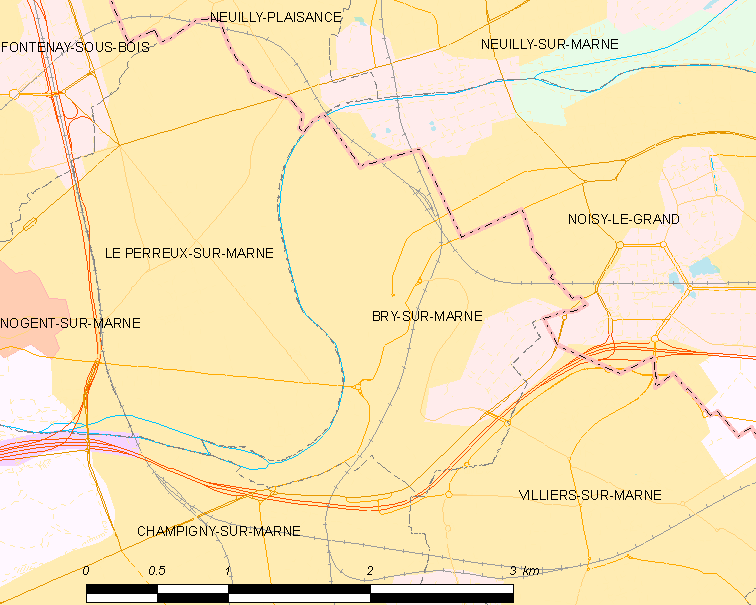
马恩河畔布里的OSM定位图

马恩河畔布里的时区为UTC+01:00、UTC+02:00（夏令时）。

## 行政
马恩河畔布里的邮政编码为94360，INSEE市镇编码为94015。

## 政治
马恩河畔布里所属的省级选区为马恩河畔维利耶县。

## 人口

1962-2008年间马恩河畔布里人口变化图示

马恩河畔布里于2022年1月1日时的人口数量为18095人。